# Riedelbach (Weilrod)
Riedelbach ist ein Ortsteil der Gemeinde Weilrod im hessischen Hochtaunuskreis.

## Geographie
Riedelbach liegt im östlichen Hintertaunus im Naturpark Taunus, nordwestlich des Großen Feldberg. Das Dorf liegt in einer nach Nordosten öffnenden Talmulde, die den gleichnamigen Bach zum Weiltal hin abfließen lässt, wo er bei Neuweilnau in die Weil mündet. Die Bundesstraße 275 führt am Ort vorbei. Die Gemarkung liegt in einer Höhenlage von 380 Meter bis 545 Meter über NN. Die höchste Erhebung in der Gemarkung ist der Wolfsküppel mit einer Höhe von 545 m ü. NN.
Nachbarorte sind Cratzenbach (nördlich), Neuweilnau (nordöstlich), Finsternthal (südöstlich), Mauloff (südlich), Reichenbach (südwestlich) und Steinfischbach (südwestlich).

## Geschichte

### Ortsgeschichte
Die älteste bekannte schriftliche Erwähnung von Riedelbach erfolgte unter dem Namen Rodelinbach im Jahr 1316.
Weitere Erwähnungen erfolgten unter den Ortsnamen (in Klammern das Jahr der Erwähnung): Rodelnbach (1316) und Rottelbach (1520).
Vermutlich dürfte es nach seiner Namensform in der Zeit des Hochmittelalters (etwa zwischen 900 und 1200) entstanden sein.
Der Dreißigjährige Krieg machte dem Dorf, wie auch vielen umliegenden Dörfern, schwer zu schaffen. Im Jahre 1615 lebten 170 Menschen im Ort, 25 Jahre später waren es nur noch 30 Personen. Im Jahre 1835 wurde im alten Rathaus vom ersten Riedelbacher Schullehrer unterrichtet. 1842 wurde das neue Schulgebäude, das heute den Kindergarten beheimatet, eingeweiht.
1929 wurde in Riedelbach ein Freibad gebaut. Heute sind von dem 43 mal 18 Meter großen Becken keine Reste mehr erhalten.
Hessische Gebietsreform (1970–1977)
Im Zuge der Gebietsreform in Hessen fusionierten die bis dahin selbständigen Gemeinden Altweilnau, Finsternthal, Mauloff, Neuweilnau und Riedelbach zum 1. Dezember 1970 auf freiwilliger Basis zur neuen Gemeinde Weilnau, bevor diese Gemeinde am 1. August 1972 mit mehreren bis dahin selbstständigen Gemeinden kraft Landesgesetz zur neuen Großgemeinde Weilrod zusammengeschlossen wurde. Für alle ehemals eigenständigen Gemeinden von Weilrod wurde je ein Ortsbezirk gebildet.

### Verwaltungsgeschichte im Überblick
Die folgende Liste zeigt die Staaten und Verwaltungseinheiten, denen Riedelbach angehört(e):
- vor 1806: Heiliges Römisches Reich, Grafschaft/Fürstentum Nassau-Usingen, Amt Usingen
- ab 1806:  Herzogtum Nassau,[Anm. 2] Amt Usingen
- ab 1849: Herzogtum Nassau, Kreisamt Idstein[Anm. 3]
- ab 1854: Herzogtum Nassau, Amt Usingen
- ab 1867: Königreich Preußen,[Anm. 4] Provinz Hessen-Nassau, Regierungsbezirk Wiesbaden, Obertaunuskreis[Anm. 5]
- ab 1871: Deutsches Reich, Königreich Preußen, Provinz Hessen-Nassau, Regierungsbezirk Wiesbaden, Obertaunuskreis
- ab 1918: Deutsches Reich (Weimarer Republik), Freistaat Preußen, Provinz Hessen-Nassau, Regierungsbezirk Wiesbaden, Obertaunuskreis
- ab 1886: Deutsches Reich, Königreich Preußen, Provinz Hessen-Nassau, Regierungsbezirk Wiesbaden, Kreis Usingen
- ab 1932: Deutsches Reich, Königreich Preußen, Provinz Hessen-Nassau, Regierungsbezirk Wiesbaden, Obertaunuskreis
- ab 1933: Deutsches Reich, Königreich Preußen, Provinz Hessen-Nassau, Regierungsbezirk Wiesbaden, Landkreis Usingen
- ab 1944: Deutsches Reich, Freistaat Preußen, Provinz Nassau, Landkreis Usingen
- ab 1945: Amerikanische Besatzungszone,[Anm. 6] Groß-Hessen, Regierungsbezirk Wiesbaden, Landkreis Usingen
- ab 1946: Amerikanische Besatzungszone, Land Hessen, Regierungsbezirk Wiesbaden, Landkreis Usingen
- ab 1949: Bundesrepublik Deutschland, Land Hessen, Regierungsbezirk Wiesbaden, Landkreis Usingen
- ab 1968: Bundesrepublik Deutschland, Land Hessen, Regierungsbezirk Darmstadt, Landkreis Usingen
- ab 1971: Bundesrepublik Deutschland, Land Hessen, Regierungsbezirk Darmstadt, Landkreis Usingen, Gemeinde Weilnau[Anm. 7]
- ab 1972: Bundesrepublik Deutschland, Land Hessen, Regierungsbezirk Darmstadt, Hochtaunuskreis, Gemeinde Weilrod[Anm. 8]

## Bevölkerung

### Einwohnerstruktur 2011
Nach den Erhebungen des Zensus 2011 lebten am Stichtag, dem 9. Mai 2011, in Riedelbach 1002 Einwohner. Darunter waren 60 (6,0 %) Ausländer.
Nach dem Lebensalter waren 186 Einwohner unter 18 Jahren, 408 zwischen 18 und 49, 237 zwischen 50 und 64 und 174 Einwohner waren älter. Die Einwohner lebten in 408 Haushalten. Davon waren 105 Singlehaushalte, 117 Paare ohne Kinder und 147 Paare mit Kindern, sowie 33 Alleinerziehende und 6 Wohngemeinschaften. In 74 Haushalten lebten ausschließlich Senioren und in 273 Haushaltungen lebten keine Senioren.

### Einwohnerentwicklung
| Riedelbach: Einwohnerzahlen von 1834 bis 2020 | Riedelbach: Einwohnerzahlen von 1834 bis 2020 | Riedelbach: Einwohnerzahlen von 1834 bis 2020 | Riedelbach: Einwohnerzahlen von 1834 bis 2020 | Riedelbach: Einwohnerzahlen von 1834 bis 2020 |
| --- | --------------------------------------------- | --------------------------------------------- | --------------------------------------------- | --------------------------------------------- |
| Jahr |                                               |                                               |                                               | Einwohner                                     |
| 1834 | 1834                                          |                                               | 194                                           | 194                                           |
| 1840 | 1840                                          |                                               | 232                                           | 232                                           |
| 1846 | 1846                                          |                                               | 269                                           | 269                                           |
| 1852 | 1852                                          |                                               | 289                                           | 289                                           |
| 1858 | 1858                                          |                                               | 267                                           | 267                                           |
| 1864 | 1864                                          |                                               | 280                                           | 280                                           |
| 1871 | 1871                                          |                                               | 287                                           | 287                                           |
| 1875 | 1875                                          |                                               | 315                                           | 315                                           |
| 1885 | 1885                                          |                                               | 339                                           | 339                                           |
| 1895 | 1895                                          |                                               | 374                                           | 374                                           |
| 1905 | 1905                                          |                                               | 337                                           | 337                                           |
| 1910 | 1910                                          |                                               | 344                                           | 344                                           |
| 1925 | 1925                                          |                                               | 376                                           | 376                                           |
| 1939 | 1939                                          |                                               | 365                                           | 365                                           |
| 1946 | 1946                                          |                                               | 481                                           | 481                                           |
| 1950 | 1950                                          |                                               | 443                                           | 443                                           |
| 1956 | 1956                                          |                                               | 405                                           | 405                                           |
| 1961 | 1961                                          |                                               | 403                                           | 403                                           |
| 1967 | 1967                                          |                                               | 401                                           | 401                                           |
| 1970 | 1970                                          |                                               | 396                                           | 396                                           |
| 1980 | 1980                                          |                                               | ?                                             | ?                                             |
| 1990 | 1990                                          |                                               | ?                                             | ?                                             |
| 1999 | 1999                                          |                                               | 1.056                                         | 1.056                                         |
| 2007 | 2007                                          |                                               | 1.064                                         | 1.064                                         |
| 2011 | 2011                                          |                                               | 1.002                                         | 1.002                                         |
| 2015 | 2015                                          |                                               | 1.033                                         | 1.033                                         |
| 2020 | 2020                                          |                                               | 1.006                                         | 1.006                                         |
| Datenquelle: Historisches Gemeindeverzeichnis für Hessen: Die Bevölkerung der Gemeinden 1834 bis 1967. Wiesbaden: Hessisches Statistisches Landesamt, 1968. Weitere Quellen: LAGIS; Gemeinde Weilrod; Zensus 2011 |                                               |                                               |                                               |                                               |

### Historische Religionszugehörigkeit
| • 1885: | 339 evangelische (= 100 %) Einwohner                              |
| • 1961: | 361 evangelische (= 89,58 %), 25 katholische (= 6,20 %) Einwohner |

## Politik
Ortsbeirat
Für Riedelbach besteht ein Ortsbezirk (Gebiete der ehemaligen Gemeinde Riedelbach) mit Ortsbeirat und Ortsvorsteher nach der Hessischen Gemeindeordnung.
Der Ortsbeirat besteht aus sieben Mitgliedern. Bei den Kommunalwahlen in Hessen 2021 betrug die Wahlbeteiligung zum Ortsbeirat 57,18 %. Dabei wurden gewählt: ein Mitglied von Bündnis 90/Die Grünen, ein Mitglied der SPD und fünf Mitglieder der „Freien Wählergemeinschaft“ (FWG). Der Ortsbeirat wählte Tina Faulhaber (FWB) zur Ortsvorsteherin.

## Kultur und Sehenswürdigkeiten

### Kulturdenkmäler
Siehe Kulturdenkmäler in Riedelbach

### Riedelbacher Heide
Oberhalb des Dorfes, in der Nähe des Riedelbacher Segelflugplatzes und der Rennstraße, hat sich die bedeutsame Riedelbacher Heide mit dem größten Wacholderbestand im Hintertaunus erhalten. Von dort hat man einen guten Fernblick auf den Pferdskopf. Die Riedelbacher Heide dient im Sommer sowie im Winter als Treffpunkt der Riedelbacher Jugend.

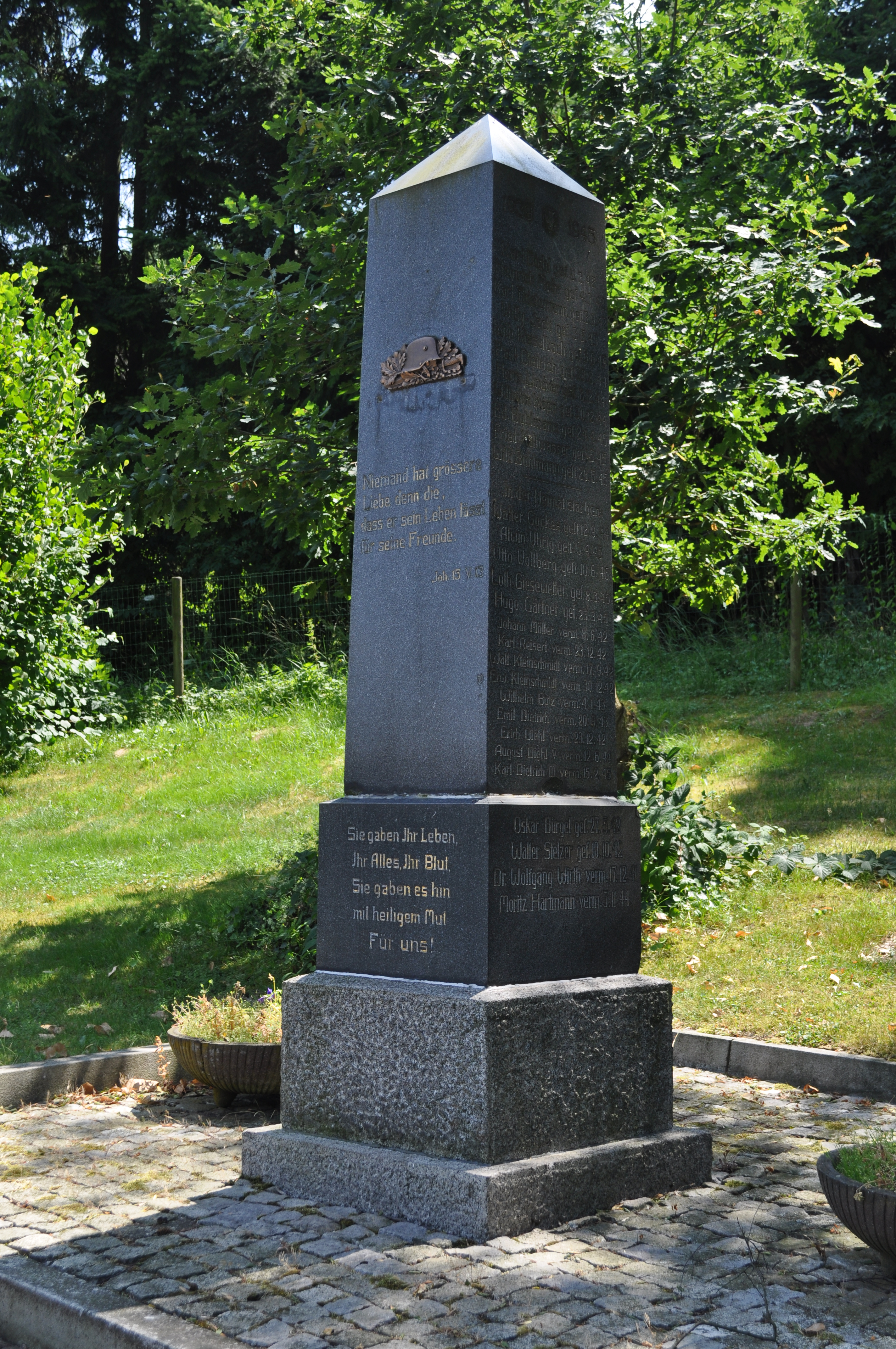
Kriegerdenkmal auf dem Friedhof
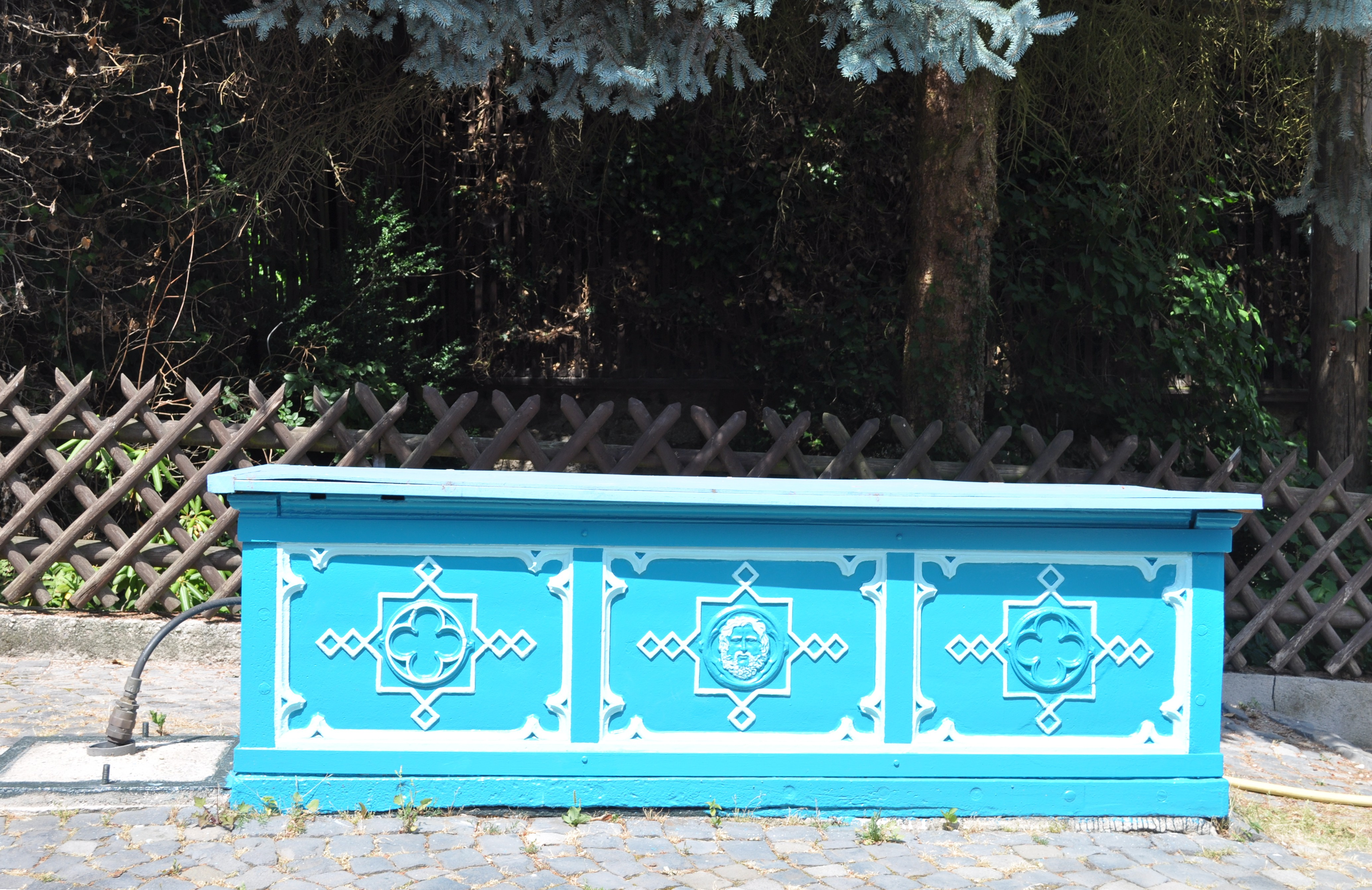
Dorfbrunnen
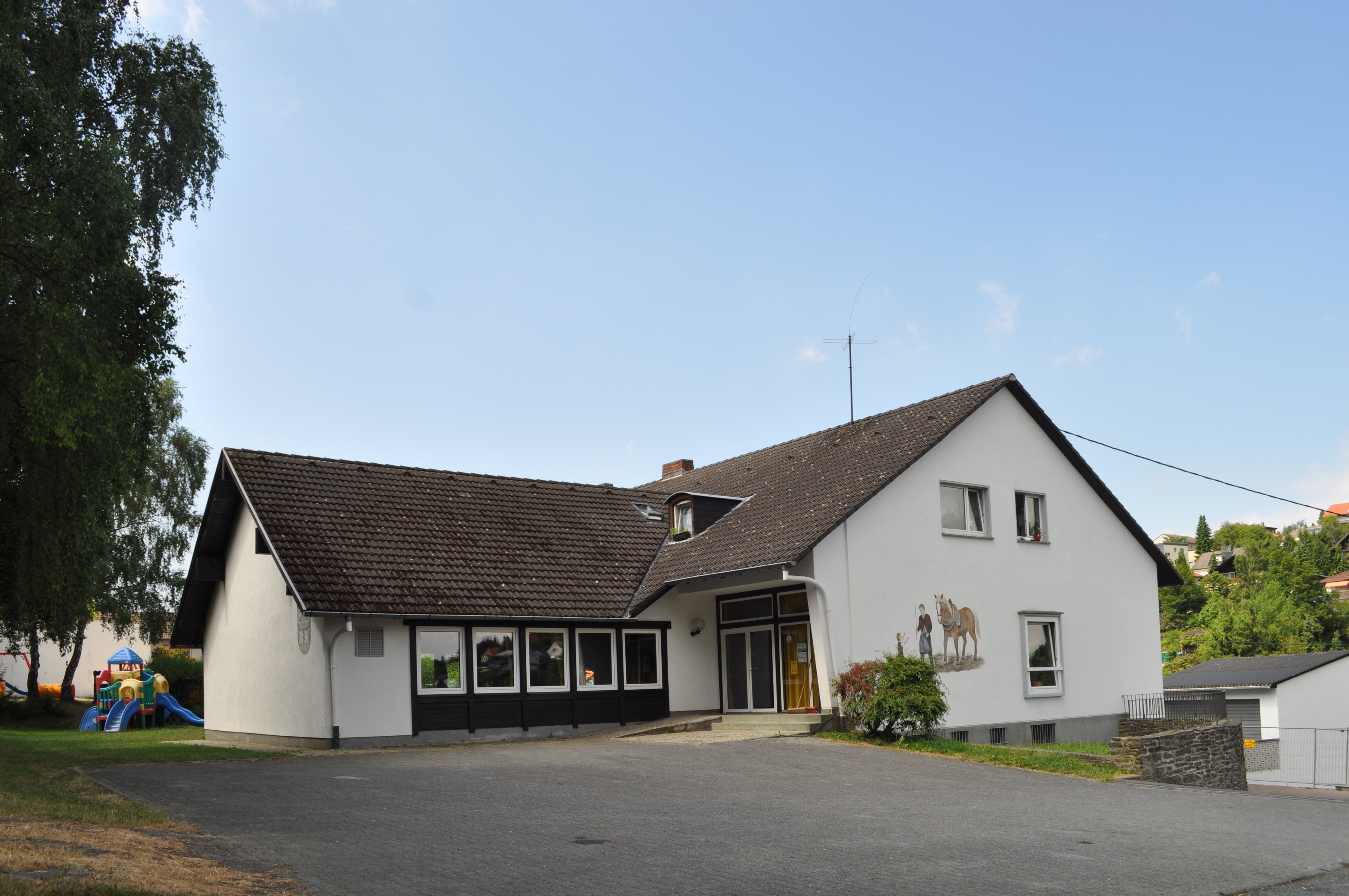
Dorfgemeinschaftshaus
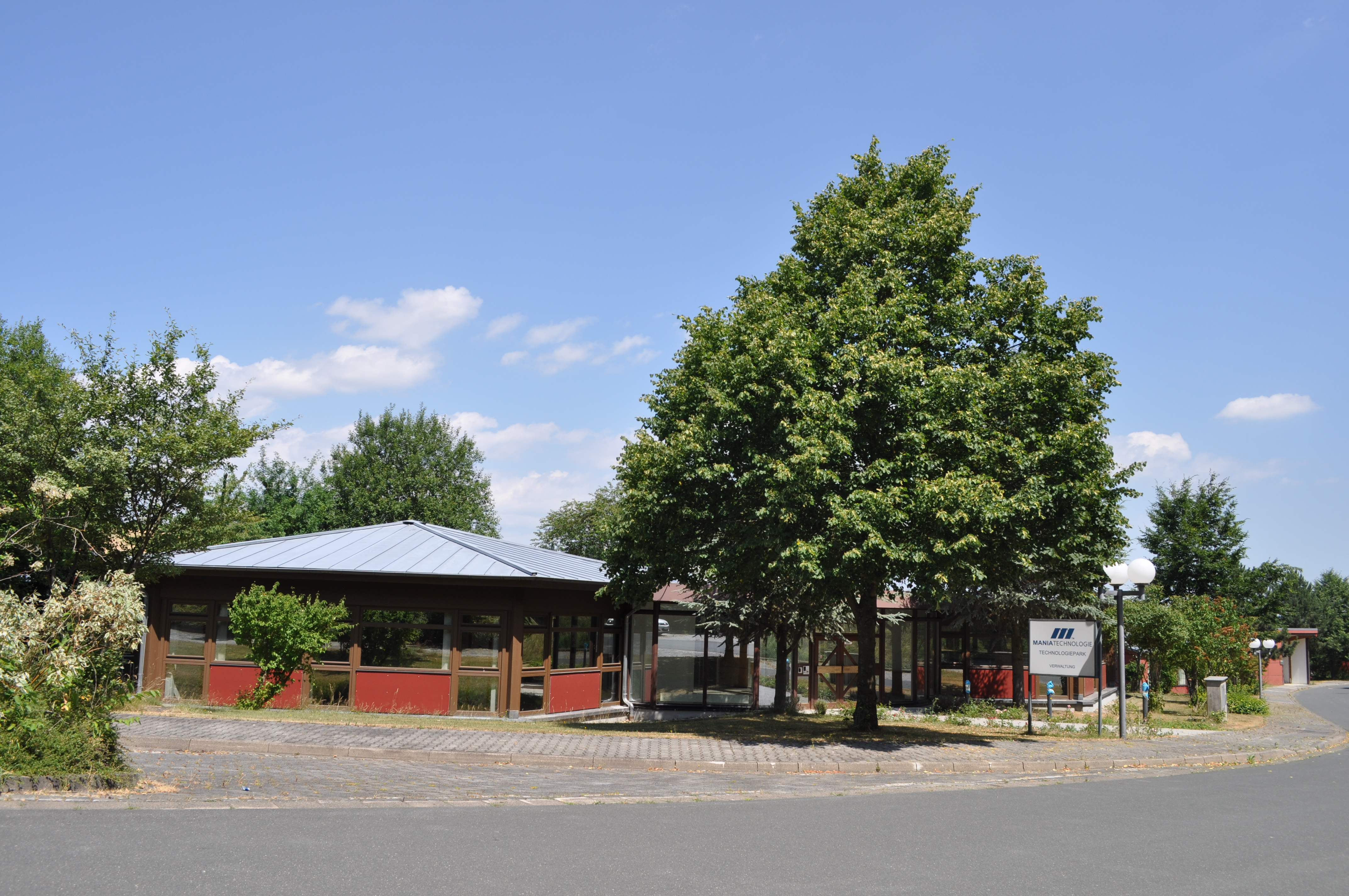
Ehemaliges Mania Gelände
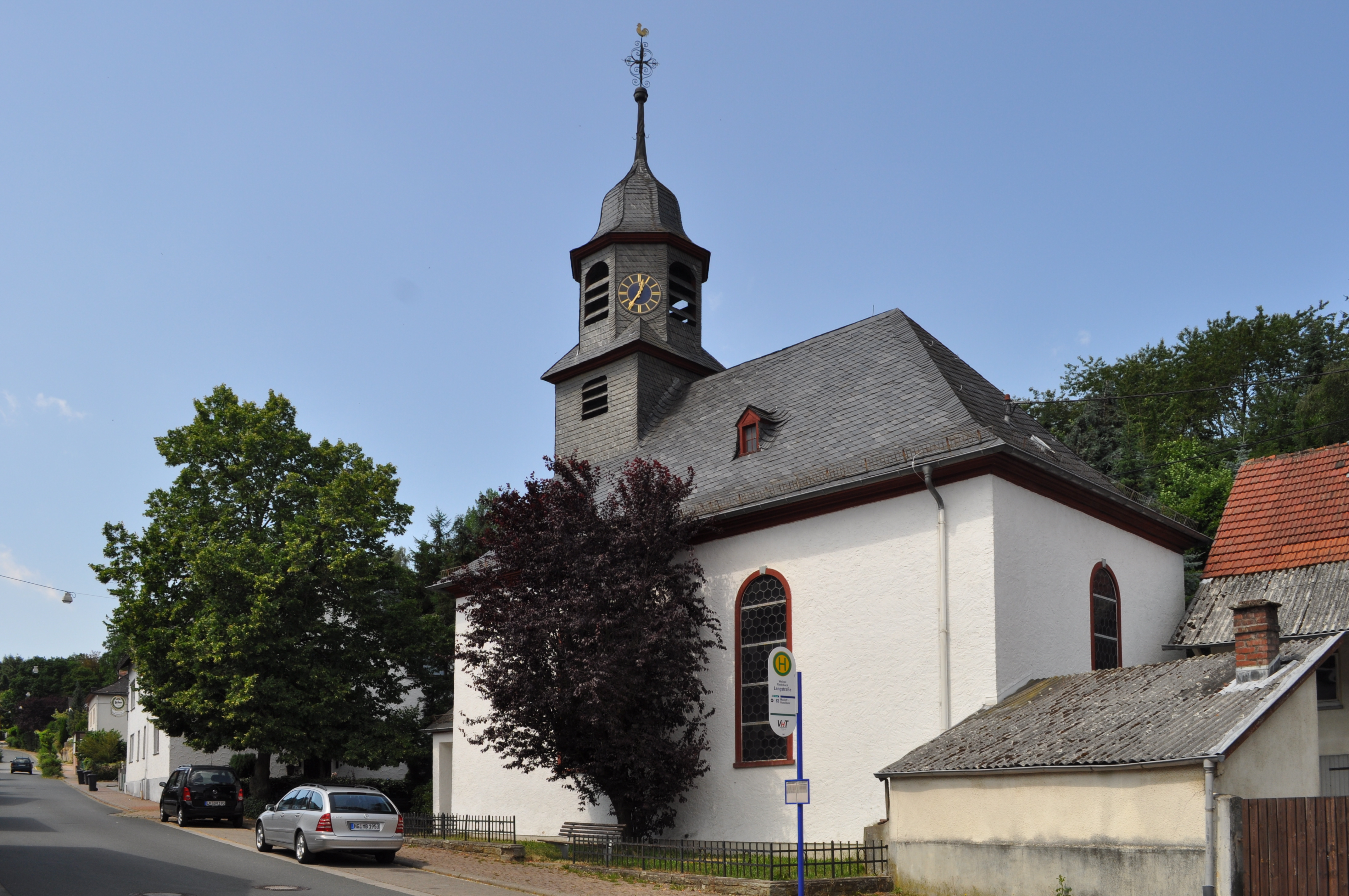
Evangelische Kirche (Riedelbach)

## Wirtschaft und Infrastruktur

### Bildung

#### Max-Ernst-Schule

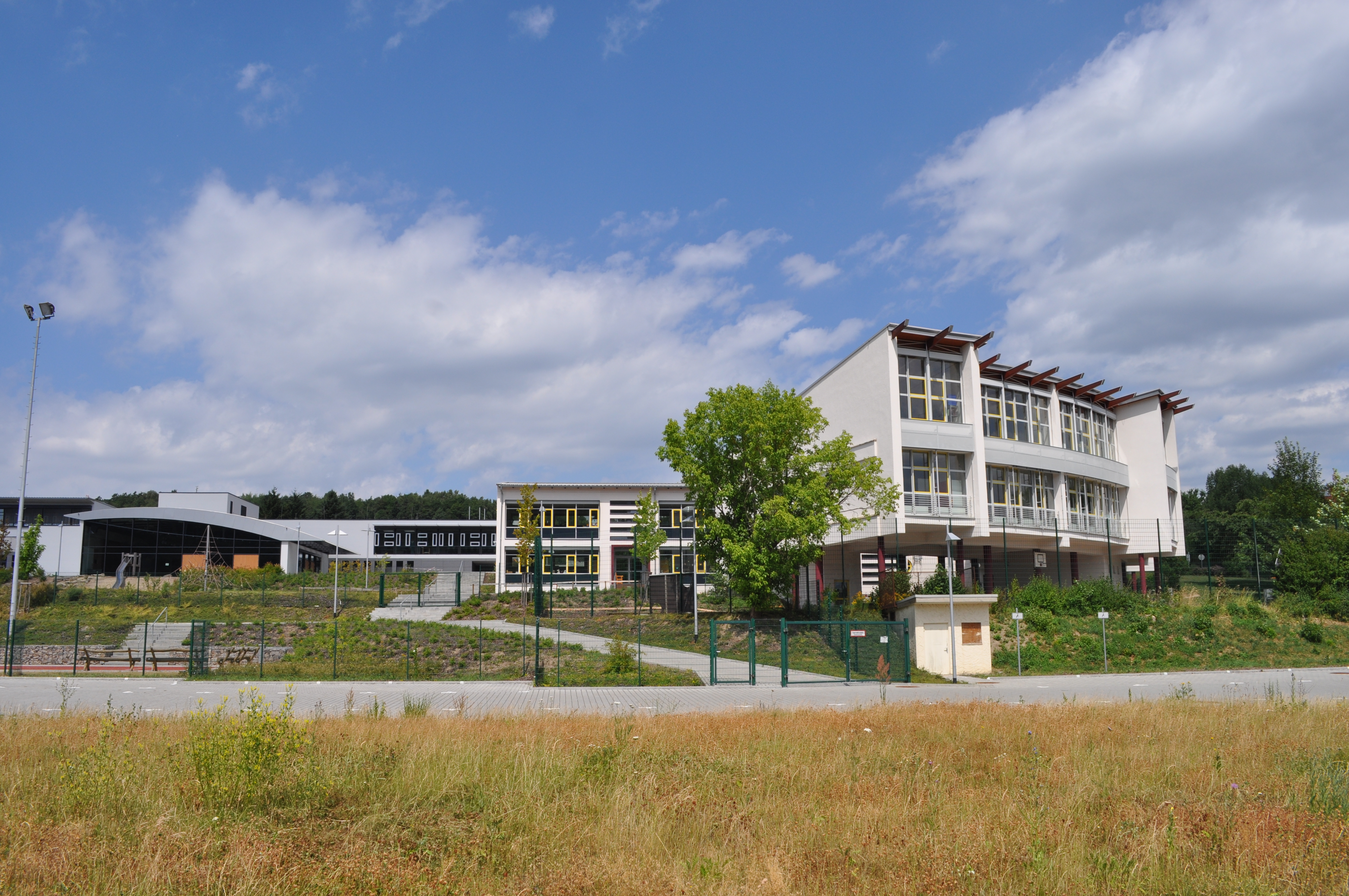
Max-Ernst-Schule

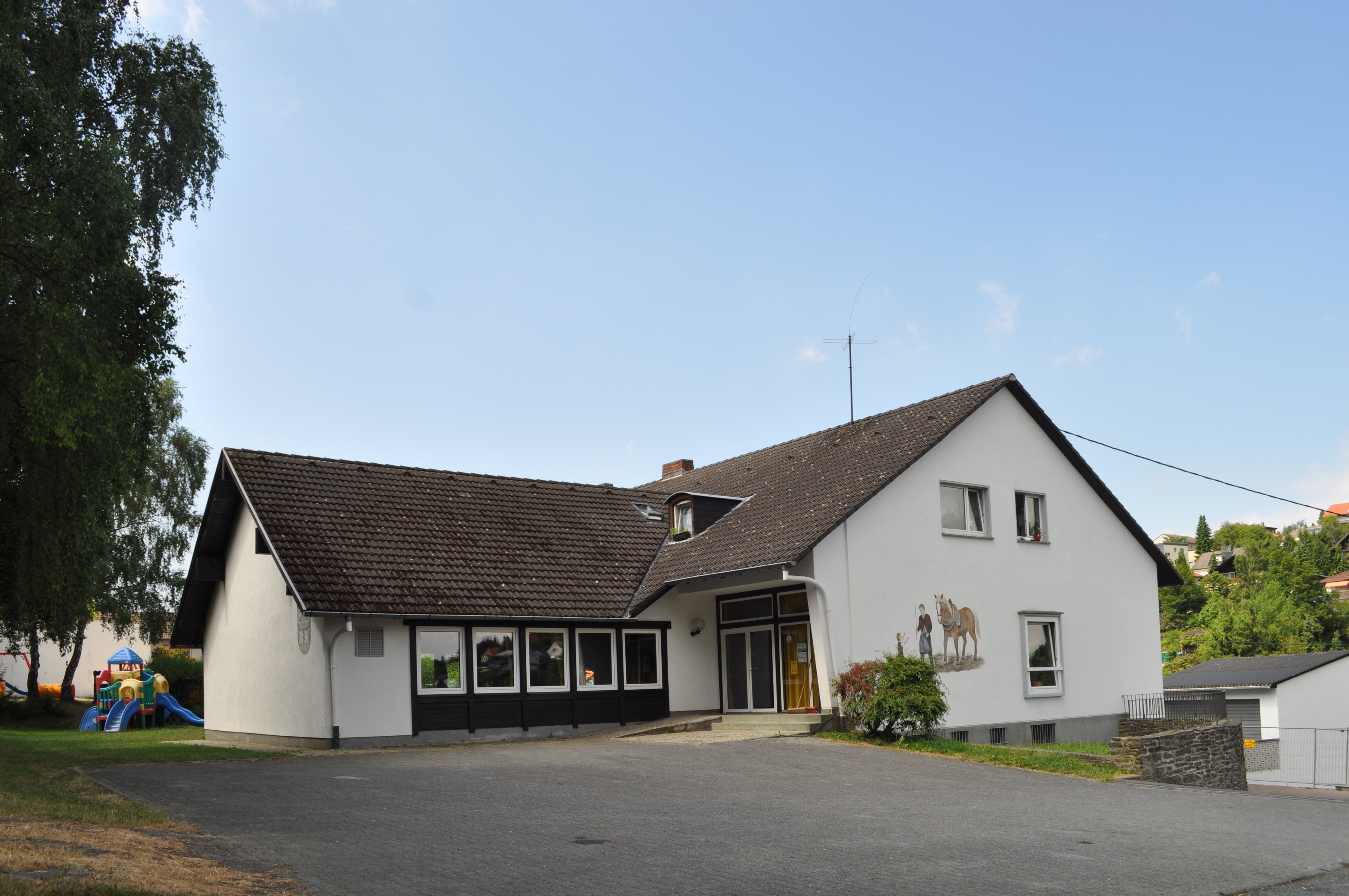
Dorfgemeinschaft

Im Nordwesten von Riedelbach befindet sich die Max-Ernst-Schule der Gemeinde Weilrod. Diese ist eine Haupt- und Realschule mit angeschlossener Nachmittagsbetreuung. Im Jahr 1967 wurde das Schulzentrum „Weil-Ems“ mit einer Grund-, Hauptschule mit Förderstufe und einer Turnhalle gebaut. Von 2005 bis 2008 wurden umfangreiche Erweiterungs- und Umbauten am Gebäudekomplex durchgeführt. Am 6. September 2008 fand die offizielle Einweihungsfeier der neuen Schule und die Namensänderung der Haupt- und Realschule in „Max-Ernst-Schule“ statt.

#### Grundschule „Am Sommerberg“
Die Grundschule wurde im Jahr 1967 als Schulzentrum „Weil-Ems“ gebaut. Im Jahr 1972 wurde diese selbständig. 1995 wurde mit dem Erweiterungsbau begonnen und 1997 erfolgte die Einweihung und neue Namensgebung für die Mittelpunktgrundschule Riedelbach. 2000 wurde die neue Sporthalle eingeweiht und seit 2007 wurde ein pädagogisches Nachmittagsprogramm eingeführt. Das Einzugsgebiet der Grundschüler reicht von den Orten Altweilnau, Finsternthal, Mauloff, Neuweilnau, Riedelbach (alle Gemeinde Weilrod), Hunoldstal, Brombach, Treisberg (alle Gemeinde Schmitten im Taunus) und aus dem angrenzenden Rheingau-Taunus-Kreis mit den Orten Niederems, Reichenbach, Steinfischbach und Wüstems (alle Gemeinde Waldems).

### Segelflug
Nördlich des Ortes befindet sich das Segelfluggelände Riedelbach (514 m MSL). Das Gelände ist damit eines der am höchsten gelegenen Fluggelände Hessens. Der Platz wird betrieben vom Sportfliegerclub Riedelbach e. V. Dort findet in der Mehrheit Segelflugbetrieb mit den vereinseigenen Segelflugzeugen sowie dem vereinseigenen Motorsegler statt. Der Platz hat zum Windenstart eine Seilwinde vom Typ „Tost“, die über rund 1000 m Seilauszug verfügt.

### Windpark Weilrod

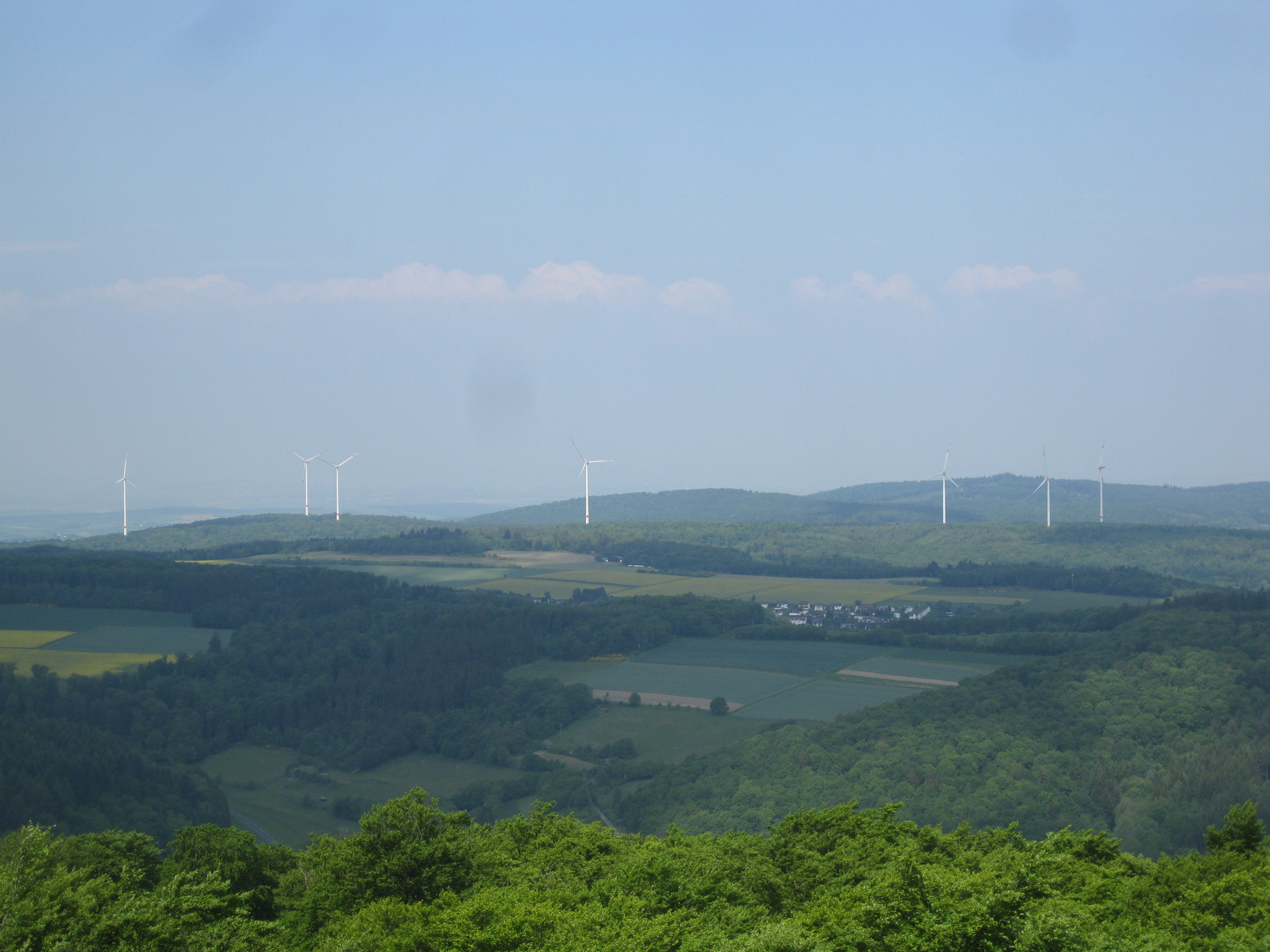
Windpark Weilrod vom Aussichtsturm Pferdskopf. Links der Sommerberg (drei WEA), dahinter der Stückelberg und das Kuhbett. Bildmitte Teilortsansicht von Riedelbach

Auf der nordwestlich verlaufenden bewaldeten Feldberg-Langhals-Pferdskopf-Scholle, im Gebiet zwischen Riedelbach (südlich), Dombach (westlich) und Cratzenbach (nordöstlich), seitlich der althistorischen Rennstraße, begannen im Februar 2014 die Bauarbeiten für die Errichtung von 7 Windkraftanlagen (WEA) des Typ Nordex N117/2400 vom Hersteller Nordex SE, mit einer Maximalhöhe von 199 m. WEA 7 wurde etwa 900 m südöstlich des Eichelbacher Hof errichtet. Drei weitere WEA (1-3) wurden westlich in unmittelbarer Nähe des Daubhauses, welches in einem Nebental des Dombachtal liegt, errichtet. Für die Standorte dieser WEA mussten am Sommerberg größere Felsgrauwacken beseitigt werden. Als Projektierer und Generalunternehmer fungierte die ABO Wind AG aus Wiesbaden.
Wie bei solchen Windenergieprojekten in Waldlandschaften üblich, wurden für die 7 WEA größere Waldflächen mit dem Einsatz von Holzvollernter entwaldet und anschließend gerodet. Weiterhin wurde die Rennstraße und seitlich abgehende vorhandene Waldwege für den Transport der Baumaterialien und Anlagenbauteile zu Baustraßen umgewandelt sowie seitlich der angelegten Baustraßen die Erdkabel zu den einzelnen WEA verlegt.
Der Windpark gehört zu 80 Prozent der Wiesbadener ABO Invest AG, die sich als „Bürgerwindaktie“ vermarktet und an der nach eigenen Angaben rund 5.000 Aktionäre beteiligt sind. Die Ertragsdaten des Windparks Weilrod sind im Internet abrufbar. Laut Prognose soll der Windpark in einem durchschnittlichen Windjahr 49 Millionen Kilowattstunden Strom produzieren. 2015 wurde die Prognose knapp und 2016 deutlich verfehlt.

### Energie-Erlebnis-Tour Weilrod

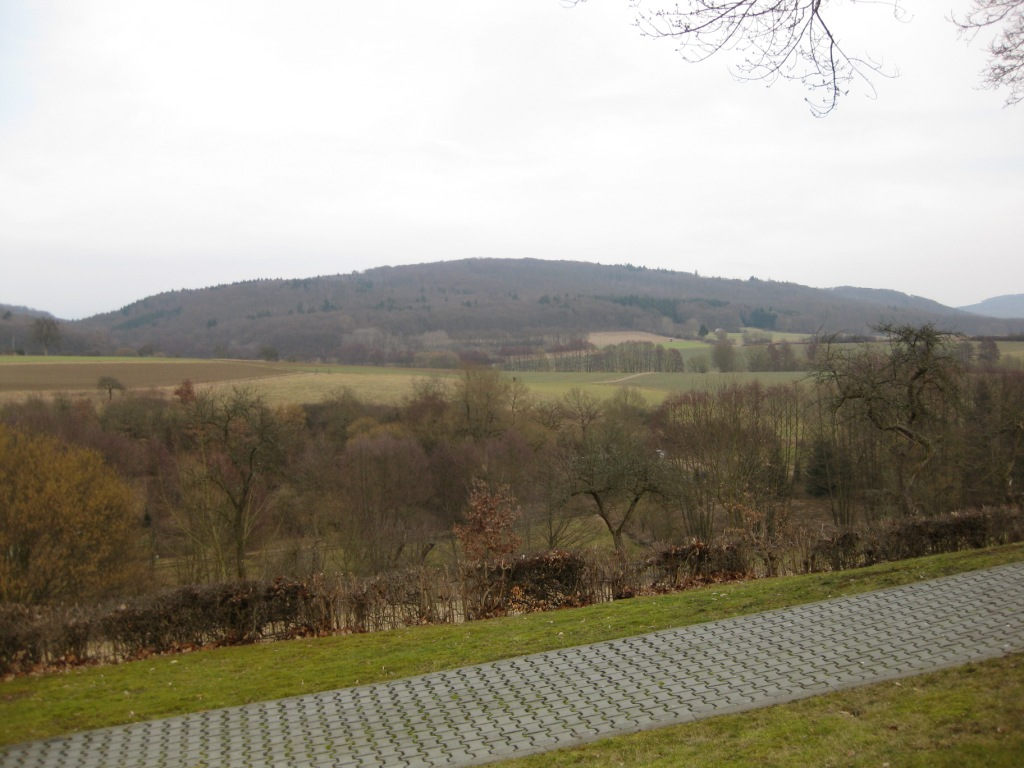
Mitte namenlose Erhebung (492 m), rechts dahinter der Sommerberg vom Dombachtal aus betrachtet mit dem Standort der Windkraftanlagen 1–3

Im Zusammenhang mit dem Windpark hat ABO Wind 2015 die Energie-Erlebnis-Tour Weilrod eröffnet.
Der fünf Kilometer lange Rundweg beginnt und endet im Ortsteil Cratzenbach. Schautafeln, Spiel- und Quizstationen bieten Informationen zur Geschichte der Energienutzung sowie unterhaltende Elemente.